# Carausius granulatus
Carausius granulatus är en insektsart som beskrevs av Brunner von Wattenwyl 1893. Carausius granulatus ingår i släktet Carausius och familjen Phasmatidae. Inga underarter finns listade.